# 44 f.Kr.
| 44 f.Kr.           |
| ------------------ |
| Dødsfald - Fødsler |
|                    |

## Begivenheder
- 15. januar – Julius Cæsar lader sig udråbe til diktator for livstid. Herudover bærer han titlerne konsul, censor og tribun.

## Dødsfald
- 15. marts – Idus martius; Julius Cæsar myrdes med 22 eller 23 dolkestød efter møde i senatet af af Brutus og Cassius. Brutus og Cassius var oprørte over, at Cæsar havde ladet sig optage blandt statens guder i søgen efter et kongenavn. Det var her Cæsar sagde de berømte ord: "Også du, min søn Brutus!".

Han skal have sagt ordene på græsk: Και συ τεκνον (kai sy teknon, også du (mit) barn/søn); den latinske gengivelse stammer fra Shakespeare: Et tu Brute (også du Brutus). 
Mordet var i øvrigt forudsagt af en spå-kyndig. Andre mener at Brutus ikke var indblandet.